# Petronia
Petronia är ett släkte inom familjen sparvfinkar. Numera innehåller det endast en art, stensparven (Petronia petronia). Tidigare inkluderades även de fyra sparvfinkarna i Gymnoris, men DNA-studier visar att dessa är närmare släkt med Passer. Även blek stensparv har ibland placerats i släktet men förs numera till det egna släktet Carpospiza.